# David S. Cohen
David S. Cohen (nacido el 11 de junio de 1963) es un abogado estadounidense que es director adjunto de la Agencia Central de Inteligencia (CIA) y que fue director interino de la Agencia Central de Inteligencia. Anteriormente ocupó el puesto de director adjunto de 2015 a 2017. Originario de Boston, Cohen trabajó anteriormente en el Departamento del Tesoro de los Estados Unidos y como abogado en la práctica privada. En el Tesoro, entre otros puestos, se desempeñó como Subsecretario de Terrorismo e Inteligencia Financiera, donde se ganó el apodo de “gurú de las sanciones”.

## Carrera temprana y educación
Cohen es judío e hijo de un médico de Boston. Se graduó de la Universidad de Cornell en 1985 y recibió un Juris Doctor de la Facultad de Derecho de Yale en 1989. Después de graduarse de la facultad de derecho, Cohen se desempeñó como asistente legal del juez federal Norman P. Ramsey para el Tribunal de Distrito de EE. UU. Para el Distrito de Maryland.

## Carrera
Después de su pasantía, Cohen comenzó su carrera de abogado en el bufete Miller, Cassidy, Larroca & Lewin, una “boutique de defensa criminal” en Washington D. C. Se especializó en defensa criminal de cuello blanco y litigios civiles. Fue contratado por el Departamento del Tesoro de los Estados Unidos en 1999 como asistente del Asesor Jurídico Neal S. Wolin y luego como Asesor General Adjunto Interino. Mientras estuvo allí, los funcionarios del departamento le atribuyeron "la elaboración de la legislación que formó la base" del Título III de la Ley PATRIOTA de EE. UU., Que trata del lavado de dinero. En 2001 dejó el gobierno y se unió al bufete de abogados de Washington Wilmer Cutler Pickering Hale and Dorr, ahora conocido como WilmerHale. Allí ejerció durante siete años, convirtiéndose en socio en 2004. Sus áreas de práctica incluyeron litigio civil complejo, defensa penal de cuello blanco, investigaciones internas y prevención de lavado de activos y cumplimiento de sanciones.
En 2009, el presidente Barack Obama nominó a Cohen como subsecretario para el financiamiento del terrorismo en el Departamento del Tesoro, y el Senado de los Estados Unidos lo confirmó el 1 de mayo de 2009. Los miembros de la administración Obama lo describieron de diversas maneras como un "Batman financiero" y uno de los "comandantes combatientes favoritos" del presidente, dos años después, fue nominado y confirmado como subsecretario del Tesoro para Terrorismo e Inteligencia Financiera. En ese cargo, "preside una oficina de contraterrorismo de 700 personas y $200 millones al año dentro del Tesoro que se creó después de los ataques del 11 de septiembre de 2001" e incluye la Oficina de Control de Activos Extranjeros, que implementa sanciones económicas estadounidenses. Durante su audiencia de confirmación en el Senado, Cohen señaló al gobierno de Kuwait para reprimirlo, señalando que "tenemos un verdadero desafío con el gobierno de Kuwait. Kuwait es el único gobierno en el Consejo de Cooperación del Golfo que no criminaliza el financiamiento del terrorismo". Al año siguiente, Cohen apareció como orador en el foro anual de la Fundación para la Defensa de las Democracias.
En 2015, Cohen fue nombrado director adjunto de la Agencia Central de Inteligencia. En el momento de su nombramiento, algunos especularon que la elección de Cohen se debió a la renuencia de la administración Obama a elegir a alguien con vínculos con incidentes pasados de tortura de la CIA. El puesto de director adjunto ha sido tradicionalmente ocupado por oficiales militares o veteranos de la comunidad de inteligencia.

## Vida personal
Cohen está casado y tiene dos hijos. Conoció a su esposa mientras estaba en la escuela de leyes. En mayo de 2019, Cohen tuvo un cameo en el episodio 2 de la temporada 8 de Game of Thrones.